# Bautastein von Augastad
Der Bautastein von Augastad ist ein Menhir. Er steht südlich von Tørvikbygd zwischen dem Tørvikvatn und dem Hardangerfjord, östlich von Bergen im Fylke Vestland in Norwegen.
Der Bautastein aus der Eisenzeit ist etwa 5,25 Meter hoch, an der Basis 70 cm breit und etwa 15 cm dick.
Der Stein hat eine glatte Oberfläche und endet in einer kleinen Spitze. Er wurde früher als Clapper bridge über einen kleinen Fluss genutzt und vor einigen Jahren an seinen ursprünglichen Platz zurückversetzt.
In der Nähe liegen die Felsritzungen von Salthammeren (nördlich) und der Vikingnes Cairn (südlich).